# Ludwig Binswanger
Pour les articles homonymes, voir Binswanger.
Ludwig Binswanger, né le 13 avril 1881 à Kreuzlingen, où il meurt le 5 février 1966, est un psychiatre et philosophe suisse, fondateur de la Daseinsanalyse.

## Biographie
Ludwig Binswanger naît le 13 avril 1881 à Kreuzlingen (canton de Thurgovie).

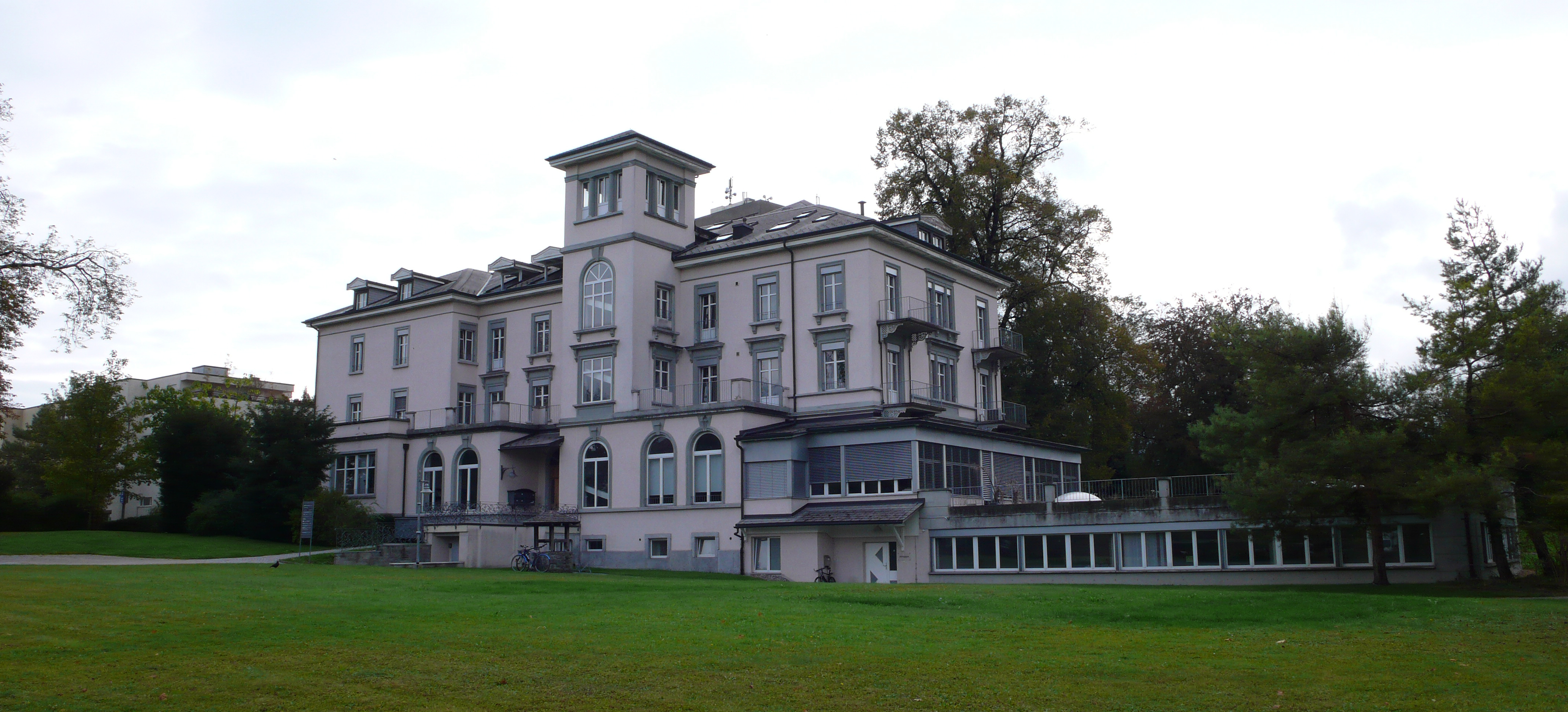
Ancien Sanatorium Bellevue.

### Famille
Il appartient à une lignée de psychiatres, d'origine bavaroise : son grand-père, Ludwig senior (1820-1880), originaire d'une famille juive, d'Osterberg en Bavière, est le fondateur de la clinique psychiatrique Bellevue (Sanatorium Bellevue (de)), que son père Robert Binswanger (de) reprend et que lui-même va diriger à partir de 1910. Il en transmettra la succession en 1956 à son propre fils,.
Son oncle, Otto Binswanger a décrit la maladie qui porte son nom.

### Jeunesse et formation

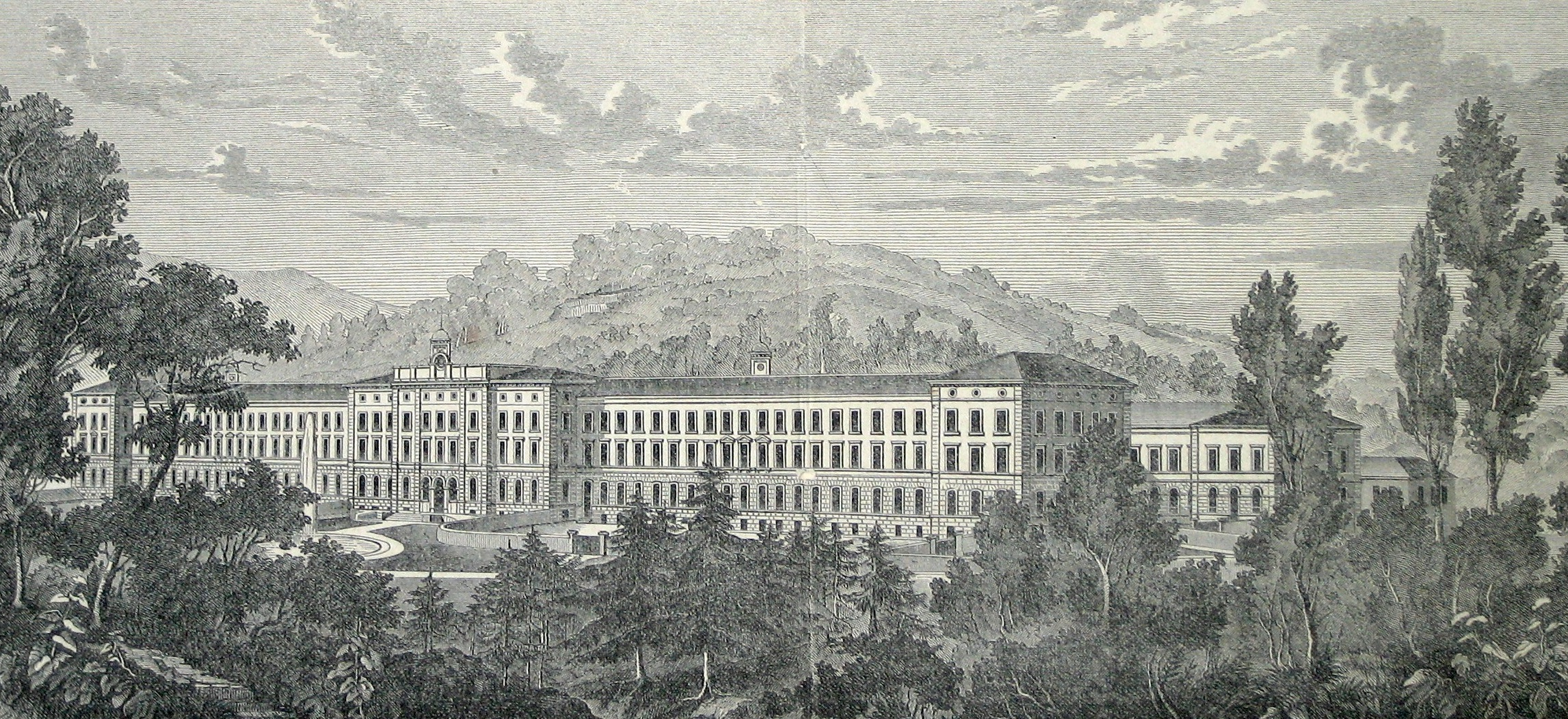
La clinique psychiatrique du Burghölzli vers 1890.

Après avoir fréquenté le lycée de Constance, Ludwig Binswanger fait des études de médecine à Lausanne, puis à Heidelberg et à Zurich. En 1906, à la fin de ses études de médecine, il entre comme assistant à la clinique psychiatrique du Burghölzli de Zurich, dirigée par Eugen Bleuler. En 1907, il soutient sa thèse de doctorat, dont Carl Gustav Jung est le directeur.
Ludwig Binswanger est également « doué d'une culture amplement ouverte à la philosophie, aux arts, aux sciences, à la littérature ».

### Parcours médical
Cette section ne s'appuie pas, ou pas assez, sur des sources secondaires ou tertiaires indépendantes du sujet.

Pour l'améliorer, ajoutez-en, ou placez des modèles {{Source secondaire souhaitée}} ou {{Source secondaire nécessaire}} sur les passages mal sourcés. (août 2023)
En 1911, la mort de son père contraint Ludwig Binswanger à prendre la direction de l'établissement qu'il dirigeait, ceci jusqu'en 1957, date à laquelle il transmet ce poste à son fils Wolfgang.
En 1908, il épouse Hertha Buchenberger, qu'il a connue à Iéna où elle travaille comme infirmière dans la clinique dirigée par Otto Binswanger. Elle le secondera jusqu'à sa mort. Six enfants naîtront de cette union.
Il se spécialise dans le traitement des psychoses, notamment schizophréniques. Dans ce cadre, il reçoit en particulier des patients que Freud lui recommande et que celui-ci, dont la doctrine se concentre – à de rares mais notables exceptions – sur les cas de névrose, ne peut prendre en charge.
Certains de ses patients donneront le jour aux célèbres « cas », tels que recensés dans le recueil Schizophrenie (1957). Ainsi le cas Ellen West qui fera l'objet d'un vrai engouement dans l'aire germanophone. C'est d'ailleurs le suicide de cette dernière, en 1921, qui amène Binswanger à importer la philosophie en psychiatrie. Le travail de Binswanger avec le cas Ellen West (en) a eu une influence majeure dans le développement de la psychiatrie phénoménologique et existentielle, et son étude du cas est encore étudiée et discutée dans la littérature psychiatrique contemporaine.
En lui conférant un caractère institutionnel, Binswanger s'efforce de faire bénéficier la psychiatrie, discipline somme toute encore jeune, d'une reconnaissance officielle, en levant un certain nombre d'obstacles d'ordre épistémique qui hypothèquent son accès au statut de science. Pour ce faire, il tiendra à égale distance, sans jamais les évincer, les courants freudiens et jungiens et sur un plan théorique, husserliens autant qu'heideggeriens, qui souhaitent tous accroître leur influence. Mais aussi, parfois, il accueille ces mêmes courants. C'est ainsi qu'en 1919, il relancera la Société psychanalytique suisse, endommagée par le départ de Jung, tout en participant, en 1948, avec Yolande Jacobi, Liliane Frey et Carl Meier, au premier comité de l'Institut C.G Jung de Zürich.
Il tisse des liens plus informels avec ceux qui partagent sa volonté, face à un positivisme biologisant en plein essor, de donner naissance à un humanisme médical, tels Minkovski, Viktor Emil von Gebsattel ou Roland Kuhn.
Longtemps réélu président de l'Association des psychiatres suisses, il reçoit en 1956 la médaille Kraepelin, plus haute distinction décernée en psychiatrie, pour l'ensemble de son œuvre.

### Parcours philosophique
Cette section ne s'appuie pas, ou pas assez, sur des sources secondaires ou tertiaires indépendantes du sujet.

Pour l'améliorer, ajoutez-en, ou placez des modèles {{Source secondaire souhaitée}} ou {{Source secondaire nécessaire}} sur les passages mal sourcés. (août 2023)
Parallèlement à cette carrière médicale, et en interaction avec elle, Ludwig Binswanger développe une activité de recherche en philosophie, anthropologique notamment, l'enjeu étant de sauver la notion d'homme tout en purgeant cette notion de son essentialisme et en particulier, de sa rationalité constitutive.
Très tôt, il noue des liens épistolaires avec nombre de philosophes connus et reconnus : Husserl et Heidegger d'abord, puis le successeur de ce dernier à l'Université de Fribourg, Wilhelm Szilasi, Scheler, Gehlen et Plessner, tous trois représentants du mouvement de l'anthropologie philosophique (la notion plessnerienne d'excentricité déterminera celle de « périphérie »), Martin Buber (qui inspire directement la doctrine binswangerienne de la nostrité amoureuse) et tant d'autres, tel l'esthéticien Aby Warburg qui sera à la fois son patient et son mentor[pas clair].
Le parcours de Binswanger connaît dès lors trois étapes :
- une étape marquée par la volonté de réunir psychiatrie et psychanalyse, mais dès 1920 se font sentir les limites d'une telle conjonction, notamment au travers de la critique de la notion de « pulsion », jugée par Binswanger trop biologisante et de celle d'« homo natura » qui en dérive[16].
- une période husserlienne. Binswanger pense trouver dans les concepts d'intentionnalité et de sens la clé d'une possible redéfinition de l'homme, limitant le recours au concept de raison, que la folie invalide dans une large mesure. D'autres redéfinitions s'ensuivent : les rapports langage-silence et langage-corps. Ce virage est amorcé dès 1922 dans la conférence donnée à l'Association suisse de psychiatrie (« Über Phänomenologie »[17]). Le concept d'intentionnalité lui apparaît cependant comme revêtu d'un caractère trop exclusivement épistémique.
- Une période heideggerienne s'ouvre alors, stimulée par une lecture assidue de Sein und Zeit. La notion d'existence — plus large que celle d'intentionnalité car elle ouvre sur un réseau de renvois et donc, de significations bien plus vaste — ; puis la notion de Dasein, — qui permet de s'affranchir du clivage âme-corps également très présent en médecine psychiatrique —, s'implantent en profondeur dans la réflexion de Binswanger, comme en témoignent les Grundformen und Erkenntnis menschlichen Daseins, maître-ouvrage paru en 1942. Si cette influence a tendance à s'estomper à partir de 1945, c'est pour laisser place, sous le nom de Daseinsanalyse (analyse existentielle), à un système de pensée autonome qui reçoit sa formulation définitive au premier Congrès international de psychiatrie réuni à Paris, le 22 septembre 1950[18].

## Philosophie de Ludwig Binswanger
- Si vous ne connaissez pas le sujet, laissez ce bandeau (vous pouvez alors contacter les auteurs).
- Si vous supprimez le contenu mis en cause (vous pouvez préalablement contacter les auteurs),

argumentez précisément cette suppression dans la page de discussion
(un manque de référence n'est pas un argument ; une recherche réelle de référence doit avoir été effectuée, être formellement documentée).
Cette section ne s'appuie pas, ou pas assez, sur des sources secondaires ou tertiaires indépendantes du sujet.

Pour l'améliorer, ajoutez-en, ou placez des modèles {{Source secondaire souhaitée}} ou {{Source secondaire nécessaire}} sur les passages mal sourcés. (août 2023)

### Un espace pour aimer
La relation entre espace et nostrité (Wirheit) (« nostrité » plutôt que « Nous » : ce dernier suppose la conjonction d'un Je et d'un Tu, c’est-à-dire des subjectivités séparées) constitue le cœur de la doctrine de la Daseinsanalyse.
Les Grundformen... lui consacrent un étonnant premier chapitre de plus de deux-cents pages, presque un tiers de l'ouvrage.

#### L'espace
L'analyse cartésienne est l'une des premières à donner à l'espace le statut d'objet philosophique et dès le départ, celui-ci se trouve investi d'une puissance infinie puisqu'il s'identifie avec la matière, donnant par là forme et consistance au monde réel. Seul l'homme ou, exactement, une part de l'homme, le cogito, échappe au domaine de la res extensa. Un peu plus tard, la doctrine kantienne de l'idéalité de l'espace créditera cet espace d'un pouvoir également considérable, celui d'être une « représentation nécessaire a priori qui sert de fondement à toutes les intuitions extérieures ». Mais Binswanger va plus loin en plaçant cet espace au principe même de l'existant.
L'espace est « partout » c'est-à-dire se précède toujours lui-même. À l'instar de Dieu, il est « causa sui », précédant même le sujet, contrairement à ce qu'affirme Kant qui inverse cette précession.

#### Un amour insouciant
Devenu originaire, l'espace se retrouve dans toutes les formes et manifestations de ce qu'on appelle le monde, non seulement les phénomènes matériels mais aussi dans l'esprit et même les affects.
Dans Problème de l'espace en psychopathologie, Binswanger expose l'existence, à côté d'un espace isotopique homogène (l'étendue de Descartes) et d'un espace orienté (qui a beaucoup à voir avec l'espace orienté de Kant, tel que celui-ci le définit dans Qu'est-ce que s'orienter dans la pensée ? et dès avant, dans Les Prolégomènes...), un espace thymique qui offre la particularité d'être affectivement intonné, autrement dit qui exprime le thymos (l'humeur) du sujet et lui imprime sa marque. Pourtant, cette approche ne reflète qu'un espace postérieur au processus de subjectivation et aux dérèglements qu'il induit.
Pour retrouver l'espace originel, il faut remonter à l'affect originel : l'amour. « C'est un fait connu que le contenu de sens de la langue de l'amour est traversé au plus haut degré par des représentations spatiales ».
« Où tu es seulement, naît un lieu » écrit encore le poète Rilke. Ce vers peut, à lui seul, résumer la doctrine binswangerienne de l'amour : comme l'amour, l'espace relie deux êtres mais aussi donne au Nous qu'ils forment l'espace que requiert l'exercice de leur commune liberté. L'amour requiert l'espace autant que l'espace requiert l'amour.
Cet amour « vaste comme les océans » ne signe pas l'abandon du Zuhandensein (l'être-à-portée de la main) qui caractérise l'outil et toute espèce d'instrumentalisation mais consacre, en quelque sorte, le partage d'un espace illimité. « La relation spatiale entre les choses corporelles isolées est l'être-sous-la-main-l'un-à-côté-de-l'autre ».
Plus tard, Binswanger identifiera le mouvement de va-et-vient qui caractérise l'amour - parcours sans fin d'un espace dés-orienté (analogue à celui décrit par la danse) - au mouvement par lequel se décrit une ellipse, espace unique à double foyer.
Enfin, Binswanger développe une réflexion poussée sur le centre et la périphérie – où se tient la sensibilité ? -, dans le sillage de la réflexion d'Helmut Plessner sur les comportements « à la limite ». Le discours amoureux part du cœur, non de la « gueule » ou de la main. Mais avec le recours au langage, déjà, s'annonce la mutation de l'espace en distance, son extension autant que sa distension.
L'amour supplante donc le souci comme premier existential. Ce point va durablement opposer Binswanger et Heidegger malgré la volonté incessante du premier de se rapprocher du second. Pour Heidegger, l'amour peut être une manifestation du souci (Für-sorge, sollicitude) mais parce qu'il émane d'une angoisse qui manifeste la liberté au fondement du Dasein, il ne peut occuper la première place, tandis que pour Binswanger, l'espace est donné d'emblée comme gage d'unité du Nous amoureux.

#### Directions de sens
L'idéalité de l'espace mène tout droit à la spatialisation des idées. L'espace donne un sens à toute la psychè. Donne un sens ou plutôt : rend possible le sens, car celui-ci suppose un point de départ et, à distance, un point d'arrivée.
Cette question avait déjà été soulevée par Heidegger qui réclame une nouvelle syntaxe dont les références spatiales seraient bannies et même par Bergson lorsqu'il dénonce l'expression spatialisée de la durée. Mais ici encore, Binswanger inverse le discours qui, de proscriptif devient prescriptif.
Une pensée « profonde », une réflexion « altière », une culture « étendue »... : pourquoi pas ? Cela ne fait que témoigner de l'inexistence d'une frontière entre rêve et existence.
L'espace ne se tend (ne s'étend) que parce qu'il est tiré par des « directions » qui il est vrai, partent en tout sens, ce qui implique de celui qui, précisément veut saisir le sens, une mobilité permanente d'esprit.
Au plan épistémique, Binswanger reprend ici la distinction de Dilthey entre « expliquer » (chercher seulement la cause ou la nature d'un phénomène) et « comprendre », distinction qui rend seule possible, par exemple, la compréhension du trouble mental.

#### Le privilège duDasein
Cette nouvelle doctrine de l'espace comporte évidemment un enjeu : attribuer un sens radicalement nouveau au Là du Da-sein, sens qu'évidemment Heidegger ne pouvait accueillir.
« Il nous faut au préalable montrer que le Là de l'amour et l'identité propre du Dasein comme amour, ne signifient pas l'ouverture du Là pour moi-même mais, si nous pouvons vraiment reprendre cette expression, l'ouverture du Là pour nous-mêmes », note Binswanger.

#### Être-au-monde
Binswanger adopte sans difficulté la notion de Dasein qui donnera son nom à sa doctrine (d'abord qualifiée d'« analyse existentielle », elle devient très vite la Daseinsanalyse).
Cette approche ouvre d'abord, sur un monde, un monde qui fait au moins jeu égal avec le sujet, un sujet qui d'ailleurs ne peut plus se définir par une conscience de soi solitaire issue du cogito cartésien. On s'extrait de l'espace isotopique cartésien, si restrictif (avec le cortège d'erreurs qu'il comporte quant à l'appréhension du corps) et l'on s'ouvre sur un espace conceptuellement bien plus vaste, un espace au-delà de l'espace en quelque sorte : celui de l'ex-istence (litt. : se tenir hors de).
D'autre part, le mouvement par lequel le Dasein sort de lui-même (transcendance qui succède à l'intentionnalité husserlienne au champ trop limité) devient la principale clé de compréhension du phénomène humain. Dans la définition de l'espace amoureux, cette transcendance préserve cet amour de toute occlusion (« égoïsme à deux ») en l'ouvrant sur l'autre et son monde.
« La compréhension nouvelle de l'homme que nous devons à l'analytique existentielle de Martin Heidegger réside dans le fait que l'homme n'y est plus compris sur la base d'une quelconque théorie mais sur la base du dégagement de la texture totale de l'être présent comme être-dans-le-monde" (In-der-Welt-sein, souvent traduit par « être-au-monde »).

#### Nostrité
La notion de Dasein permet aussi d'échapper à l'emprise de l'individu. Dès lors que l'homme ne se définit plus par une conscience de soi isolée (un cogito) et substantifiée (une âme), le risque de solipsisme qui hante le cartésianisme est évacué. Et le corps, de par son intercorporéité, perd aussi, on le verra, sa fonction individuante.
Il reste un Nous, ou plus exactement une nostrité (Wirheit, concept rationnellement élaboré, on le verra, de ce Nous, lequel est requis par la pratique psychiatrique).
Ce Nous constitue une structure intermédiaire entre stricte individualité (laquelle comporte donc un risque de solipsisme) et une non moins stricte universalité qui détache du Là existentiel, lequel est ancré dans l'espace et le temps, même s'il n'a pas seulement, pas d'abord, un sens spatio-temporel mais doit être déchiffré en termes de présence pour et à l'autre.
Ce Nous est relié à l'amour primitif qui ne souffre aucun mécanisme d'individuation ou de subjectivation (la subjectivation est même un processus pathogène ; lecteur et ami de Binswanger, Foucault développera ce point). La subjectivation signifie une distension funeste de l'espace amoureux et signe sa mutation en distance puis, dans une vaine prétention à reconstituer l'amour primitif, l'élaboration d'un langage, de plus en plus étranger à lui-même (maniérisme) et enfin le basculement dans un On bavard, insignifiant et... colérique. Le Nous, par conséquent, n'est pas dual.
C'est cependant sous l'espèce du duel que le langage le plus primitif – toutefois en décalage par rapport à l'amour, qui est silencieux - en a gardé trace (both anglais, beide allemand, etc).
Le Dasein a donc une structure nostrale, il forme une totalité amoureuse. Ce point sera également rejeté par Heidegger (notamment dans la série des conférences regroupées sous le titre de Zollikoner Seminare, Heidegger lui préférant la notion de Mit-sein qui se déduit de l'altérité du monde auquel je suis).

#### «Das leibt»
Mon corps occupe un espace, espace qui lui est concédé par un plus vaste espace, l'Espace disons, mais c'est à partir de ce corps que je structure cet Espace (en termes de proximité et de distance, de centre et de périphérie. Ceci renvoie à la notion de Nullpunkt, d'« ici » absolu : je construis l'espace à partir d'un "ici" que j'emmène partout où je suis). Toutefois, la conception nouvelle de l'espace que propose Binswanger ne peut manquer d'avoir des répercussions sur la conception du corps.
Binswanger endosse d'abord la distinction husserlienne entre corps et chair et l'approfondit. La chair n'est pas seulement le corps vécu, habité. Elle est tout entière, par sa réflexivité, une manifestation de l'esprit, presque un cogito à soi seule.
Ceci est rendu possible par le corps de l'autre qui fait percevoir à mon corps ses limites autant que son extraordinaire aptitude à se projeter, bref : sa transcendance.
L'espace physique est ainsi revisité : l'espace du corps a un rapport intime avec l'espace de l'amour, l'Heimat (la patrie), ce qui ne pourra manquer d'interférer avec la conception et la pratique médicales de Binswanger.
S'il est espace et en un sens, matière, ce corps-chair est donc aussi esprit, infinie mobilité. « Das leibt » (« ça corporéise ») notait déjà Heidegger et non pas : « J'ai un corps », ce qui reviendrait à s'approprier une portion d'espace et en outre, à poser un moi appropriateur. Le corps – c'est là la signification profonde de la chair – est un mode d'être-au-monde et, dans ce contexte, témoin de l'origine, privilégierait un régime de mêmeté (mon corps entre d'abord en relation avec l'autre corps, ce qui n'est pas le cas pour les autres corps physiques – dispersés, épars).

#### L'épineuse question de l'homme
Si, avec la notion de Dasein ou d'existence, plusieurs obstacles épistémiques sont levés (clivage âme-corps car l'espace est toujours présent, même – et surtout – dans l'âme, puis : clivage sujet-objet car le Dasein est tout entier dans un être-à-son-autre (autre qui est le monde), la notion d'homme, elle, n'a pas disparu.
L'enjeu est celui d'un humanisme médical mais aussi d'une anthropologie. En partie infidèle à l'auteur d'Être et temps, Binswanger maintient une notion d'homme revisitée qui laisse sur le côté à la fois le positivisme d'un Freud lorsqu'il tenterait de lester son analyse à partir de la notion, à caractère biologique, de pulsion (« homo natura »), mais aussi celle d'un homme qui se définirait en priorité par la possession d'une raison (Aristote).
Traditionnellement, en effet, l'homme est défini par la raison. Mais cette définition, très restrictive, condamne le fou qui, justement, a « perdu » cette raison, à un statut très dépréciatif, à son animalisation, et détériore la relation soignant-patient. Cette même raison est cependant ce qui va permettre la communication avec l'autre homme. Il faut donc lui conserver un caractère central et donc, existential[Quoi ?].
Dans la seconde partie des Grundformen, un long Excursus[Quoi ?], de tonalité hégélienne, sur la réconciliation de l'amour et de la raison vise à préserver l'héritage de la philosophie rationnelle. Comme « amour de la raison », celle-ci n'est pas définitivement bannie. Elle culmine dans le passage de la connaissance à la re-connaissance mutuelle.
La raison ne saurait être conservée comme principe déterminant dans le nouveau mode de connaissance. Elle ne peut plus définir quoi/qui que ce soit : cela aboutirait, par exemple, à une définition de l'homme incompatible avec la possibilité d'un accord ententif, d'un « vivre-ensemble », seule visée acceptable pour qui veut guérir l'homme de son asocialité constitutive. Elle ne saurait pour autant se dissoudre dans l'amour, ce qui signerait la perte de toute scientificité.
Le souci, comme modalité de la transcendance, de l'être-à, réapparaît donc sous une forme positive et nécessaire et avec lui, sous une forme non moins positive et nécessaire, le « prendre-par », un prendre-par qui n'est plus crispation sur l'autre, mais prendre-par réciproque et donc englobant : com-prendre[pas clair].
Dans un premier temps, Binwanger s'attache à définir un nouvel objet de pensée, intermédiaire entre connaissance soucieuse (rationnelle) et connaissance aimante (imaginante, au sens où l'image rend présent l'absent – imo-ago, ce qui est marque d'amour) : la forme. Inspirée par Goethe, la forme se distingue du concept par sa dynamicité ; elle « saisit » l'objet(-sujet) dans l'ensemble de son devenir, de sa temporalité donc. Mais elle se distingue aussi de l'image, simple esquisse, simple schème, par son universalité, partant son unicité. Elle est dévoilement de l'être et non démonstration.
Dans un second temps, empruntant à Dilthey la distinction entre science de la nature et science de l'esprit, entre expliquer et comprendre, Binswanger justifie cette universalité par la « vie » historique : l'homme qu'il faut soigner, c'est l'homme en général, pris dans sa dimension d'historialité. La psychiatrie s'érige en thérapie universelle, devenant du même coup le fondement d'une anthropologie puisque c'est par la compréhension de soi, surcroît de raison autant que d'amour, que l'homme peut guérir, cette compréhension étant seule à même de fixer les limites et donc les règles du « jeu du Dasein avec lui-même », de son jeu d'humanité.

#### Le prendre-par
Dans le second chapitre des Grundformen, Binswanger aborde une étape nouvelle du devenir de l'être-l'un-avec-l'autre : le prendre-par.
« Prendre » est un concept-clé de la pensée binswangerienne en ce qu'il est, certes, le point sommital du processus d'appropriation corporel d'un monde qui est « zuhanden » (à portée de la main) mais aussi en ce qu'il sert de paradigme à une saisie conceptuelle ou plutôt herméneutique (interprétante et scientifique à la fois) de l'être-au-monde de l'homme, à travers le « com-prendre » (par exemple comprendre le monde du malade pour y pénétrer puis le partager et le redistribuer aux autres).
Puisque le moi, la conscience de soi, n'est que la seconde étape – dite de subjectivation - d'un processus d'évolution du Dasein, de la présence humaine, sous l'action dissolvante du « souci », "prendre" l'autre (... au jeu, au mot, à ses propres faiblesses et surtout dans le lacis d'un discours infini, celui du bavardage) exprime donc à la fois une victoire de l'altérité comme différence et opposition mais aussi, comme nostalgie de l'unité perdue, celle de la nostrité amoureuse, celle du Dasein authentique. Je saisis l'autre : nous voici un.
La dernière étape du processus, lequel est aussi un processus historique, serait donc le repli « consacré » sur le soi de la conscience de soi mais qui, encore et toujours, va emprunter le masque de l'amour de soi, un amour qui va évoluer vers des formes de plus en plus égocentrées : constitution d'un monde propre, resserrement à l'extrême sur la survie (notion de « cruauté nue », portée par l'analyse du conflit mondial – les Grundformen est écrit entre 1940 et 1942) et finalement renfermement en soi de la psychose et dénégation du monde (autisme).

## Le psychiatre
Cette section ne s'appuie pas, ou pas assez, sur des sources secondaires ou tertiaires indépendantes du sujet.

Pour l'améliorer, ajoutez-en, ou placez des modèles {{Source secondaire souhaitée}} ou {{Source secondaire nécessaire}} sur les passages mal sourcés. (août 2023)
- Si vous ne connaissez pas le sujet, laissez ce bandeau (vous pouvez alors contacter les auteurs).
- Si vous supprimez le contenu mis en cause (vous pouvez préalablement contacter les auteurs),

argumentez précisément cette suppression dans la page de discussion
(un manque de référence n'est pas un argument ; une recherche réelle de référence doit avoir été effectuée, être formellement documentée).
Selon Ludwig Binswanger, la folie n'est pas d'abord maladie, mais expérience existentielle.
Elle est une expérience existentielle totale parce qu'elle met en cause l'être-au-monde du patient, lequel se trouve être dérangé selon des modalités qui varient au gré des pathologies, le plus souvent – dans les psychoses – par une hypertrophie du monde (objets, autres, corps) au détriment d'un moi qui se rétracte – ou l'inverse.

### La jonction psychanalyse-phénoménologie-psychiatrie
De nombreux textes abordent cette question dont il ressort une extrême prudence de Binswanger vis-à-vis de toute affirmation non vérifiée par des procédés expérimentaux (dont l'efficacité thérapeutique) même si, dans un domaine qui relève des sciences humaines, une telle vérification reste difficile et parfois inutile.
Ainsi des différences persistantes entre l'interprétation freudienne (qui vise à expliquer) et l'interprétation herméneutique (qui vise à comprendre). D'autre part, « le concept suprême de la psychanalyse n'est pas celui de maladie mais de santé. Ce n'est pas un concept-moyen abstrait mais un concept opératoire téléologique ».
Parfois, à l'inverse, des ponts sont jetés, telle une commune croyance à l'origine endogénétique de la plupart des troubles mentaux. Au terme de cette alchimie naît une anthropologie censée fournir une notion d'homme qui satisfasse à la fois connaissance et praxis médicale.

### La petite fille au talon cassé
Un cas permet d'illustrer la nouvelle praxis. Le fait clinique est l'angoisse subite qui affecte une jeune fille lorsqu'elle remarque qu'un talon tient mal à une chaussure.
L'exploration psychanalytique (anamnèse) fournit un élément d'explication. D'abord elle remonte au « trauma » originaire : lors d'une séance de patin à glace, la jeune fille, alors encore très jeune (quatre ans), tombe dans un état de prostration phobique lorsqu'à la fin de la séance, le talon de sa chaussure reste coincé dans le patin.
La psychanalyse découvre ensuite la portée symbolique de ce trauma. Il signifie un attachement exagéré à la mère, dont toute espèce de séparation est proscrite.
Toutefois, cette double élucidation ne suffit pas à faire disparaître la phobie.
Il faut remonter plus loin, plus haut, au mécanisme même de symbolisation, à sa possibilisation, à savoir à la phobie de toute rupture, naissance comprise. La petite fille a élaboré un projet de monde fondé sur la continuité et c'est cette continuité qui est à l’œuvre dans la persistance même du fantasme au-delà de toute prise de conscience de ce fantasme. « Tout doit rester ici dans le même état des choses (…) rien ne doit arriver », note Binswanger. Dès lors, la vie doit simplement se poursuivre « comme elle est déjà », en une éternelle répétition (ce que Binswanger nomme la « cruauté nue », le pur « survivre » (ce fantasme renaîtra dans les camps, au cours de la seconde Guerre mondiale, également couplé à celui de naissance, la chambre à gaz et la crémation  évoquant la brûlure induite par le passage d'un milieu liquide à un milieu aérien chez le nouveau-né).
C'est-à-dire qu'il y a identification du contenu du fantasme avec le mécanisme de sa perpétuation et c'est en quoi consiste le caractère inéradicable de la psychose, laquelle se manifeste par un déficit de sens (le caractère circulaire de la répétition prive la patiente de toute ouverture vers un ailleurs qui ferait sens pour elle et c'est ce déficit de sens qui est pathogène).
Par conséquent[De quoi ?] :
1. seule la recontextualisation de l'attachement à la mère dans le cadre plus général d'une phobie de la rupture ouvre sur une interprétation à portée thérapeutique.
2. Le schéma ainsi tracé peut être exporté sur d'autres phobies de la discontinuité (bouton décousu ne tenant plus qu'à un fil – il pourrait s'en dire autant... de la vie avec la question de la conduite à risque – rupture du fil de salive, évacuation des selles...).
3. Si le caractère innovant de la grille freudienne consiste dans l'aperception du caractère singulier (« biohistorique) de la pathogénèse, il n'en demeure pas moins que la recherche d'un caractère plus universel qui puisse être attribué à cette pathogénèse éclaire celle-ci et lui confère une clé dans la compréhension, partant la thérapie, de la schizophrénie.
4. Enfin, il est à noter que le clivage névrose-psychose se trouve gommé par l'analyse du cas, la phobie prenant tour à tour les deux « guises » (aspects). Binswanger est bien à la source d'une redistribution des catégories nosographiques (à travers notamment l'invention d'une catégorie médiane entre névrose et psychose (notion de TPL, trouble de la personnalité-limite ou borderline, psychonévrose, etc).

Dans un autre cas de schizophrénie, le cas Jürg Zünd, la phobie « roulera » sur le concept d'étroitesse et de proximité et une concurrence entre deux modes de relation, maternel et paternel.
Le modèle analytique ici proposé sera illustré dans une série de « cas », dont cinq emblématiques, constitueront le recueil Schizophrenie, déjà cité.

### Une nouvelle méthode diagnostique
Binswanger élabore une nouvelle grille diagnostique fondée sur l'idée que le trouble dont souffre le patient plonge ses racines dans un dérangement de son être-au-monde.
Il revient donc au psychiatre d'obtenir du patient, en premier lieu, le droit de pénétrer dans ce monde, et d'obtenir de lui-même le droit d'en sortir (ce qui n'est pas forcément plus simple).
Cette démarche diagnostique sera épaulée par la conviction que le malade a choisi son mal et les guises de ce mal, ce que Binswanger, reprenant ici une expression heideggerienne, nomme « liberté au fondement » - car cette liberté est peut-être elle-même, de par son absoluité, sans objet ni sujet. Au fondement de la folie (pour autant que la folie puisse être fondée) se trouverait la liberté même, en son absence de fondement. L'homme est libre mais il n'est que cela. Même les restrictions que lui impose le corps seraient un dérangement de son être-au-monde corporel.
Enfin, le trouble mental délivre un message métaphysique qui ne saurait être totalement faux ou absurde.
Dans Le cas Lola Voss, Lola laisse entendre au psychiatre qu'exilée loin de l'homme qu'elle aime, elle refusera désormais tout contact avec le monde. Les deux passerelles qui pourraient encore la relier au monde : le vêtement - entre corps et monde - et le langage - entre les autres et moi -, font l'objet pour l'un d'une phobie, pour l'autre de rituels exorcistiques cimentés par une hantise de l'Effroyable qui l'arrime à la psychose. Plus tard, dans une seconde phase - paranoïde - de la maladie, Lola Voss se dira poursuivie par les « assassins ». Du délire de superstition, sans rapport avec le monde réel, elle évolue vers un délire de persécution qui reste en prise sur ce monde et sur les autres, ce qui pour Binswanger amorce un processus de guérison.
Arbitre et interprète de sa propre schizophrénie, Lola Voss fait ainsi avancer la folie et son soin.
À noter enfin la plasticité de cette méthode. Elle s'abouche aussi bien à la talk cure psychanalytique qu'aux planches de Rorschach ou, avec un succès plus relatif, à la typologie de Kretschmer (profilage de la maladie à travers la morphologie physique).

### Une thérapie du consensus
Hérité de Freud, l'entretien reste la pierre angulaire du traitement. La « mise en mots des maux » permet leur mise à distance. Mais elle se distingue de l'entretien freudien sur deux points :
1. il ne s'agit plus de guérir mais de définir les modalités d'un vivre-ensemble que la « légitimité » du nœud psychotique autorise et rend nécessaire à la fois[Note 12].
2. d'autre part, par le travail du mit-denken (commun cheminement - dialogué -  du malade et du médecin), c'est le patient qui fait lui-même évoluer son traitement[55].

Cette dernière position sera pour Binswanger la plus difficile à défendre, surtout après le suicide d'Ellen West auquel on lui reprochera d'avoir consenti en la laissant quitter, sur sa demande, la clinique de Bellevue, la gravité du mal lui paraissant de valeur moindre que la liberté du patient (1921).
Ici encore, l'analyse existentielle se présente comme un système thérapeutique ouvert. Ainsi que l'atteste la constante et fructueuse collaboration avec Roland Kuhn, découvreur de la chlorpromazine (Largactil) - le premier antidépresseur -, l'analyse existentielle se marie facilement avec le traitement médicamenteux. De même, la correspondance avec Roland Kuhn et Henri Maldiney révèle des perspectives en art-thérapie.

## Publications
- 1922 : Einführung in die Probleme der allgemeinen Psychologie, Berlin
- 1928 : Wandlungen in der Auffassung und Deutung des Traumes, Berlin
- 1930 : Traum und Existenz
- 1933 : Über Ideenflucht, Zurich
- 1942 : Grundformen und Erkenntnis menschlichen Daseins, Zurich (3e édition, Munich/Bâle, 1962)
- 1946 : Über Sprache und Denken, Bâle
- 1949 : Henrik Ibsen und das Problem der Selbstrealisation in der Kunst, Heidelberg
- 1956 : Erinnerungen an Sigmund Freud, Berne
- 1956 : Drei Formen missglückten Daseins : Verstiegenheit, Verschrobenheit, Manieriertheit, Tübingen
- 1957 : Schizophrenie, Pfullingen
- 1957 : Der Mensch in der Psychiatrie, Pfullingen
- 1960 : Melancholie und Manie : Phänomenologische Studien, Pfullingen
- 1965 : Wahn, Pfullingen

### En français
Par ordre chronologique
- 'Rêve et existence', traduction de François Dastur, aux éditions Vrin, paru en janvier 2013 (Vrin - Bibliothèque des Textes Philosophiques – Poche)

```
   - Egalement, mais ancien : 
Le 
Rêve
 et l'Existence
, traduction de Jacqueline Verdeaux, introduction et notes de 
Michel Foucault
, Paris, Desclée de Brouwer, 1954 (et 1955) — Rééd. aux Éditions de Minuit
```

- Discours, parcours, et Freud, avant-propos de Roger Lewinter, Gallimard, 1970
- Introduction à l'analyse existentielle, Éditions de Minuit, 1971  (ISBN 2-7073-0183-3)
- Analyse existentielle, psychiatrie clinique et psychanalyse : Discours, parcours et Freud, traduit par Roger Lewinter, Gallimard-Tel, 1981  (ISBN 2-07-023973-X)
- Mélancolie et manie : études phénoménologiques, Presses universitaires de France, 1987  (ISBN 2-13-052979-8)
- Délire, Éditions Jérôme Millon, 1993  (ISBN 2-905614-87-0)
- Correspondance, 1908-1938 avec Sigmund Freud, Calmann-Lévy, 1995  (ISBN 2-7021-2374-0)
- Le Problème de l'espace en psychopathologie, Presses universitaires du Mirail Toulouse (PUM), 1999  (ISBN 2-85816-363-4)
- Sur la fuite des idées, éd. J. Millon, 2000  (ISBN 2-84137-105-0)
- Le Cas Suzanne Urban - étude sur la schizophrénie, éd. Gérard Monfort, 2002  (ISBN 2-85226-548-6), traduction de Jacqueline Verdeaux, éd. Allia, 2019 (ISBN 979-10-304-1110-2)
- avec Aby Warburg, La Guérison infinie. Histoire clinique d'Aby Warburg, Éditions Rivages, 2007  (ISBN 2-7436-1612-1)
- Le Cas Lola Voss - Schizophrénie. Quatrième étude, traduction, introduction et notes de Philippe Veysset, Presses universitaires de France, 2012  (ISBN 2130584829)
- Le Cas Ellen West - Schizophrénie. Deuxième étude, traduction, introduction et notes de Philippe Veysset, éd. Gallimard, Bibliothèque de philosophie, 2016  (ISBN 9782072690624)
- Le Cas Jürg Zünd - Schizophrénie, Troisième étude, traduction, introduction et notes de Philippe Veysset, éd. Königshausen & Neumann, 2022  (ISBN 978-3-8260-7549-0)